# Aspidoglossum ovalifolium
Aspidoglossum ovalifolium är en oleanderväxtart som först beskrevs av Rudolf Schlechter, och fick sitt nu gällande namn av F.K. Kupicha. Aspidoglossum ovalifolium ingår i släktet Aspidoglossum och familjen oleanderväxter. Inga underarter finns listade i Catalogue of Life.